# آرثر جي. ويتكومب
آرثر جي. ويتكومب هو فلاح وسياسي أمريكي، ولد في 20 أبريل 1886، وتوفي في 3 أبريل 1942. نشط حزبياً في الحزب الجمهوري. وقد انتخب عضو جمعية ولاية ويسكونسن ‏.